# 11721 Shawnlowe
11721 Shawnlowe este o planetă minoră (asteroid) din centura de asteroizi. A fost descoperită pe 21 aprilie 1998 la Magdalena Ridge Observatory⁠(d) de Lincoln Near-Earth Asteroid Research. 
Obiectul prezintă o orbită caracterizată de o semiaxă mare de 2,7756005 UAi, o excentricitate de 0,18, o înclinație de 9,21596 ° în raport cu ecliptica.